# Andrés Luna de San Pedro
Andrés Luna de San Pedro (París, 9 de septiembre de 1887 - Manila, 22 de enero de 1952) fue un arquitecto modernista filipino. A él se debe el primer edificio con aire acondicionado de Filipinas, el Crystal Arcade de los Arcache, sede de la Manila Stock Exchange o Bolsa de Manila, que previamente había ocupado un edificio del Paseo de Escolta. Fue designado como arquitecto municipal de la Ciudad de Manila en 1920, cargo que ostentó hasta 1924. Sus diseños son modernistas, aunque muchos de ellos se perdieron durante la Segunda Guerra Mundial.

## Biografía
Andrés Luna de San Pedro Pardo de Tavera nació el 9 de septiembre de 1887, en París, Francia. Sus padres son Juan Luna de San Pedro Novicio y Doña María de la Paz Pardo de Tavera y Gorricho.  Creció en París hasta los seis años.  Su padre, uno de los grandes pintores de Filipinas, disparó a su madre y a su abuela el 22 de septiembre de 1892. Después de que fuera absuelto por un tribunal francés en febrero de 1893, padre e hijo salieron para España. Pasaron seis meses entre París y Barcelona, desde donde viajaron, junto a su tío Antonio Luna, a Manila el 24 de mayo de 1894.

## Distinciones

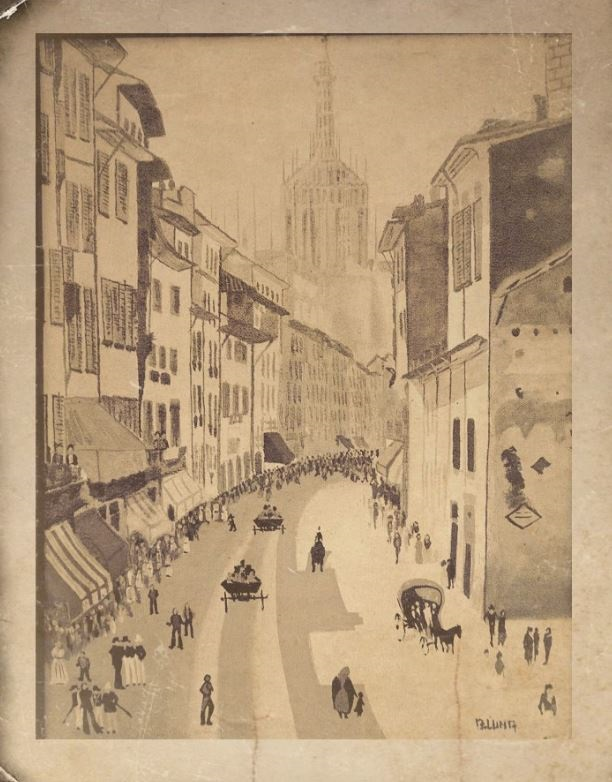
Pintura de Andrés Luna en homenaje a Giuseppe Canella, que era un pintor y arquitecto italiano.

- Mención especial, Concurso de Pintura de Hanoi.
- Medalla de plata de Pintura, Exposición de San Luis.
- Medalla de oro al mérito, Instituto Filipino de Arquitectura.

## Obras
- Natalio Enriquez Ancestral House, Sariaya, Quezon, 1931.
- Legarda Elementary School, 1922.
- First United Building, 1928.
- Crystal Arcade Building, 1 de junio de 1932.
- Alfonso Zobel Mansion.
- Hotel Manila, (renovado en 1935).
- St. Cecilia's Hall, St. Scholastica's College, 1932.

## Muerte
Murió el 22 de enero de 1952, a la edad de 64 años. Le sobrevivió su esposa Gracia, de nacionalidad estadounidense, que más tarde regresó a Estados Unidos.